# Elecciones provinciales de Mendoza de 1931
Las elecciones generales de la provincia de Mendoza de 1931 se llevaron a cabo el 8 de noviembre para elegir un Gobernador, seis senadores y nueve diputados provinciales. Fueron convocadas por el gobierno de facto de José María Rosa (hijo), impuesto por la dictadura militar de José Félix Uriburu, al mismo tiempo que las elecciones a nivel nacional. Las elecciones se vieron marcadas por el fraude electoral (llamado fraude patriótico por el régimen) y por el boicot de la Unión Cívica Radical. El candidato del Partido Demócrata Nacional, Ricardo Videla, obtuvo un triunfo aplastante con el 69,87% de los votos sobre el candidato del Partido Socialista, Luis F. Silveti, con una participación del 87% del electorado.

## Resultados

### Gobernador
| Candidato       | Partido         | Partido                                         | Votos  | %     |
| --------------- | --------------- | ----------------------------------------------- | ------ | ----- |
| Ricardo Videla  |                 | Partido Demócrata Nacional                      | 26.433 | 69,87 |
| Luis F. Silveti |                 | Alianza Civil                                   | 8.985  | 23,75 |
| Aníbal Cabrera  |                 | Unión Cívica Radical Tradicional                | 940    | 2,48  |
| Antonio Ferrer  |                 | UCR Antipersonalista - Socialista Independiente | 913    | 2,41  |
| Juan Greco      |                 | Unión Cívica Radical Roja                       | 559    | 1,48  |
|                 |                 |                                                 |        |       |
| Votos positivos | Votos positivos | Votos positivos                                 | 37.830 |       |

### Vicegobernador
| Candidato                 | Partido         | Partido                                         | Votos  | %     |
| ------------------------- | --------------- | ----------------------------------------------- | ------ | ----- |
| Gilberto Suárez Lago      |                 | Partido Demócrata Nacional                      | 26.231 | 69,62 |
| Santiago F. Castromán     |                 | Alianza Civil                                   | 9.030  | 23,97 |
| Aníbal D'Angelo Rodríguez |                 | Unión Cívica Radical Tradicional                | 948    | 2,52  |
| Julio Delle Donne         |                 | UCR Antipersonalista - Socialista Independiente | 911    | 2,42  |
| P. de Cunto               |                 | Unión Cívica Radical Roja                       | 559    | 1,48  |
|                           |                 |                                                 |        |       |
| Votos positivos           | Votos positivos | Votos positivos                                 | 37.679 |       |

### Cámara de Diputados
| Partido         | Partido                                         | Votos  | %     | Bancas |
| --------------- | ----------------------------------------------- | ------ | ----- | ------ |
|                 | Partido Demócrata Nacional                      | 25.871 | 65,85 | 18/27  |
|                 | Alianza Civil                                   | 9.099  | 23,16 | 9/27   |
|                 | UCR Antipersonalista - Socialista Independiente | 2.810  | 7,15  |        |
|                 | Unión Cívica Radical Tradicional                | 956    | 2,43  |        |
|                 | Unión Cívica Radical Roja                       | 551    | 1,40  |        |
|                 | Unión Cívica Radical                            | 1      | 0,00  |        |
|                 |                                                 |        |       |        |
| Votos positivos | Votos positivos                                 | 39.288 |       |        |

#### Resultados por secciones electorales
| 1ª Sección Electoral 9 Diputados | 1ª Sección Electoral 9 Diputados                | 1ª Sección Electoral 9 Diputados | 1ª Sección Electoral 9 Diputados | 1ª Sección Electoral 9 Diputados | 1ª Sección Electoral 9 Diputados |
| Partido                          | Partido                                         | Candidato                        | Votos al candidato               | Votos al partido                 | %                                |
| -------------------------------- | ----------------------------------------------- | -------------------------------- | -------------------------------- | -------------------------------- | -------------------------------- |
|                                  | Partido Demócrata Nacional                      | Carlos G. Aguinaga               | 9.771                            | 9.771                            | 59,61                            |
| Agustín Izurieta Fourquet        | Partido Demócrata Nacional                      | 9.758                            |                                  | 9.771                            | 59,61                            |
| Joaquín Guevara Civit            | Partido Demócrata Nacional                      | 9.753                            |                                  | 9.771                            | 59,61                            |
| Carlos Ponce Tabanera            | Partido Demócrata Nacional                      | 9.740                            |                                  | 9.771                            | 59,61                            |
| Sebastián Nebot Gomila           | Partido Demócrata Nacional                      | 9.707                            |                                  | 9.771                            | 59,61                            |
| Tito O. Laciar                   | Partido Demócrata Nacional                      | 9.641                            |                                  | 9.771                            | 59,61                            |
|                                  | Alianza Civil                                   | Gustavo B. Cisternas             | 4.854                            | 4.854                            | 29,61                            |
| Juan Manuel Sandez               | Alianza Civil                                   | 4.827                            |                                  | 4.854                            | 29,61                            |
| Isaac Sosa                       | Alianza Civil                                   | 4.816                            |                                  | 4.854                            | 29,61                            |
| Rafael Martín Barroso            | Alianza Civil                                   | 4.746                            |                                  | 4.854                            | 29,61                            |
| Tomás Torres Ardiles             | Alianza Civil                                   | 4.744                            |                                  | 4.854                            | 29,61                            |
| Juan I. Espósito                 | Alianza Civil                                   | 4.740                            |                                  | 4.854                            | 29,61                            |
|                                  | UCR Antipersonalista - Socialista Independiente | Carlos Patiño Correar            | 1.092                            | 1.092                            | 6,66                             |
| Ezequiel Cortes Petra            | UCR Antipersonalista - Socialista Independiente | 1.086                            |                                  | 1.092                            | 6,66                             |
| Carlos María Monzón              | UCR Antipersonalista - Socialista Independiente | 1.070                            |                                  | 1.092                            | 6,66                             |
| Antonio Casanova                 | UCR Antipersonalista - Socialista Independiente | 1.018                            |                                  | 1.092                            | 6,66                             |
| Salvador Ragonesi                | UCR Antipersonalista - Socialista Independiente | 998                              |                                  | 1.092                            | 6,66                             |
| Luis Acosta                      | UCR Antipersonalista - Socialista Independiente | 997                              |                                  | 1.092                            | 6,66                             |
|                                  | Unión Cívica Radical Tradicional                | Hilario Velazco Quiroga          | 417                              | 417                              | 2,54                             |
| Atilio Carra                     | Unión Cívica Radical Tradicional                | 410                              |                                  | 417                              | 2,54                             |
| Victoriano Catoira               | Unión Cívica Radical Tradicional                | 410                              |                                  | 417                              | 2,54                             |
| Armando Echevarrieta             | Unión Cívica Radical Tradicional                | 410                              |                                  | 417                              | 2,54                             |
| Alejandro Lamadrid               | Unión Cívica Radical Tradicional                | 405                              |                                  | 417                              | 2,54                             |
| Marcos M. Suárez                 | Unión Cívica Radical Tradicional                | 311                              |                                  | 417                              | 2,54                             |
|                                  | Unión Cívica Radical Roja                       | Paulino Calori                   | 257                              | 257                              | 1,57                             |
| Felipe Romana (h)                | Unión Cívica Radical Roja                       | 256                              |                                  | 257                              | 1,57                             |
| Rodolfo Bagnato                  | Unión Cívica Radical Roja                       | 256                              |                                  | 257                              | 1,57                             |
| Héctor García                    | Unión Cívica Radical Roja                       | 256                              |                                  | 257                              | 1,57                             |
| Genaro Catapano                  | Unión Cívica Radical Roja                       | 255                              |                                  | 257                              | 1,57                             |
| Belisario Echegaray              | Unión Cívica Radical Roja                       | 255                              |                                  | 257                              | 1,57                             |
|                                  |                                                 |                                  |                                  |                                  |                                  |
| Votos positivos                  | Votos positivos                                 | Votos positivos                  | Votos positivos                  | 16.391                           |                                  |
| 2ª Sección Electoral 9 Diputados |                                                 |                                  |                                  |                                  |                                  |
| Partido                          | Partido                                         | Candidato                        | Votos al candidato               | Votos al partido                 | %                                |
|                                  | Partido Demócrata Nacional                      | Mario Repeto                     | 7.587                            | 7.587                            | 75,95                            |
| Alejandro Barraud                | Partido Demócrata Nacional                      | 7.579                            |                                  | 7.587                            | 75,95                            |
| Joaquín Méndez Calzada           | Partido Demócrata Nacional                      | 7.566                            |                                  | 7.587                            | 75,95                            |
| Ciro Ahumada                     | Partido Demócrata Nacional                      | 7.564                            |                                  | 7.587                            | 75,95                            |
| Heriberto Baeza González         | Partido Demócrata Nacional                      | 7.561                            |                                  | 7.587                            | 75,95                            |
| Alberto Irusta                   | Partido Demócrata Nacional                      | 7.557                            |                                  | 7.587                            | 75,95                            |
|                                  | Alianza Civil                                   | Arturo P. Balmaceda              | 1.510                            | 1.510                            | 15,12                            |
| Enrique Ruiz                     | Alianza Civil                                   | 1.509                            |                                  | 1.510                            | 15,12                            |
| Carlos Contursi                  | Alianza Civil                                   | 1.508                            |                                  | 1.510                            | 15,12                            |
| Manuel Albiol                    | Alianza Civil                                   | 1.507                            |                                  | 1.510                            | 15,12                            |
| Vicente Blanes                   | Alianza Civil                                   | 1.507                            |                                  | 1.510                            | 15,12                            |
| José Güerrini                    | Alianza Civil                                   | 1.429                            |                                  | 1.510                            | 15,12                            |
|                                  | UCR Antipersonalista - Socialista Independiente | Fernando Emilio Valdez           | 644                              | 644                              | 6,45                             |
| Ivo Borlenghi                    | UCR Antipersonalista - Socialista Independiente | 629                              |                                  | 644                              | 6,45                             |
| Lucas Castro Becerra             | UCR Antipersonalista - Socialista Independiente | 587                              |                                  | 644                              | 6,45                             |
| Enrique D. Herrero Iramain       | UCR Antipersonalista - Socialista Independiente | 543                              |                                  | 644                              | 6,45                             |
| Pedro Auge                       | UCR Antipersonalista - Socialista Independiente | 537                              |                                  | 644                              | 6,45                             |
| Germán Miranda                   | UCR Antipersonalista - Socialista Independiente | 516                              |                                  | 644                              | 6,45                             |
|                                  | Unión Cívica Radical Tradicional                | Salvador Garat                   | 184                              | 184                              | 1,84                             |
| José Pérez de la Plana           | Unión Cívica Radical Tradicional                | 183                              |                                  | 184                              | 1,84                             |
| Severino Maestri                 | Unión Cívica Radical Tradicional                | 173                              |                                  | 184                              | 1,84                             |
| José Serrano                     | Unión Cívica Radical Tradicional                | 170                              |                                  | 184                              | 1,84                             |
| Eduardo Morón                    | Unión Cívica Radical Tradicional                | 167                              |                                  | 184                              | 1,84                             |
| Carlos Molina                    | Unión Cívica Radical Tradicional                | 157                              |                                  | 184                              | 1,84                             |
|                                  | Unión Cívica Radical Roja                       | Fernando Sánchez                 | 64                               | 64                               | 0,64                             |
| Exequiel García                  | Unión Cívica Radical Roja                       | 64                               |                                  | 64                               | 0,64                             |
| Francisco A. López               | Unión Cívica Radical Roja                       | 64                               |                                  | 64                               | 0,64                             |
| Martín Waldorn                   | Unión Cívica Radical Roja                       | 64                               |                                  | 64                               | 0,64                             |
| Atilano Astorga                  | Unión Cívica Radical Roja                       | 64                               |                                  | 64                               | 0,64                             |
| Salvador Gallati                 | Unión Cívica Radical Roja                       | 64                               |                                  | 64                               | 0,64                             |
|                                  | Unión Cívica Radical                            | Eliseo Catapano                  | 1                                | 1                                | 0,01                             |
| Domingo Caballero                | Unión Cívica Radical                            | 1                                |                                  | 1                                | 0,01                             |
| Enio Berni                       | Unión Cívica Radical                            | 1                                |                                  | 1                                | 0,01                             |
| Rubén Rodríguez                  | Unión Cívica Radical                            | 1                                |                                  | 1                                | 0,01                             |
| Julio Fernández Peláez           | Unión Cívica Radical                            | 1                                |                                  | 1                                | 0,01                             |
| César Vilchés Coria              | Unión Cívica Radical                            | 1                                |                                  | 1                                | 0,01                             |
|                                  |                                                 |                                  |                                  |                                  |                                  |
| Votos positivos                  | Votos positivos                                 | Votos positivos                  | Votos positivos                  | 9.990                            |                                  |
| 3ª Sección Electoral 9 Diputados |                                                 |                                  |                                  |                                  |                                  |
| Partido                          | Partido                                         | Candidato                        | Votos al candidato               | Votos al partido                 | %                                |
|                                  | Partido Demócrata Nacional                      | José Francisco Meardi            | 8.513                            | 8.513                            | 65,96                            |
| Humberto Artaza                  | Partido Demócrata Nacional                      | 8.505                            |                                  | 8.513                            | 65,96                            |
| Fabián Correas                   | Partido Demócrata Nacional                      | 8.500                            |                                  | 8.513                            | 65,96                            |
| Gustavo Villanueva               | Partido Demócrata Nacional                      | 8.437                            |                                  | 8.513                            | 65,96                            |
| Roberto E. Césped                | Partido Demócrata Nacional                      | 8.430                            |                                  | 8.513                            | 65,96                            |
| Aníbal Lima                      | Partido Demócrata Nacional                      | 8.423                            |                                  | 8.513                            | 65,96                            |
|                                  | Alianza Civil                                   | Francisco Letry                  | 2.735                            | 2.735                            | 21,19                            |
| Ernesto D. Ferreyra Silva        | Alianza Civil                                   | 2.734                            |                                  | 2.735                            | 21,19                            |
| Ricardo Vargas                   | Alianza Civil                                   | 2.733                            |                                  | 2.735                            | 21,19                            |
| Roberto Bustos                   | Alianza Civil                                   | 2.732                            |                                  | 2.735                            | 21,19                            |
| Andrés Moroy                     | Alianza Civil                                   | 2.732                            |                                  | 2.735                            | 21,19                            |
| Julio M. Fernández               | Alianza Civil                                   | 2.730                            |                                  | 2.735                            | 21,19                            |
|                                  | UCR Antipersonalista - Socialista Independiente | Abelardo Puebla                  | 1.074                            | 1.074                            | 8,32                             |
| Julio Balmaceda                  | UCR Antipersonalista - Socialista Independiente | 1.105                            |                                  | 1.074                            | 8,32                             |
| Armando Delle Donne              | UCR Antipersonalista - Socialista Independiente | 999                              |                                  | 1.074                            | 8,32                             |
| José Miguel Aranda               | UCR Antipersonalista - Socialista Independiente | 803                              |                                  | 1.074                            | 8,32                             |
| Adrián Cocucci                   | UCR Antipersonalista - Socialista Independiente | 752                              |                                  | 1.074                            | 8,32                             |
| Carlos Palacios                  | UCR Antipersonalista - Socialista Independiente | 749                              |                                  | 1.074                            | 8,32                             |
|                                  | Unión Cívica Radical Tradicional                | Humberto Moreschi                | 355                              | 355                              | 2,75                             |
| Carlos R. Marco                  | Unión Cívica Radical Tradicional                | 355                              |                                  | 355                              | 2,75                             |
| Pablo García                     | Unión Cívica Radical Tradicional                | 352                              |                                  | 355                              | 2,75                             |
| Marcos V. Rodríguez              | Unión Cívica Radical Tradicional                | 351                              |                                  | 355                              | 2,75                             |
| Rafael Lucena                    | Unión Cívica Radical Tradicional                | 351                              |                                  | 355                              | 2,75                             |
|                                  | Unión Cívica Radical Roja                       | Alfredo E. Dumé                  | 230                              | 230                              | 1,78                             |
| Daniel Ortiz                     | Unión Cívica Radical Roja                       | 230                              |                                  | 230                              | 1,78                             |
| Andrés Martínez López            | Unión Cívica Radical Roja                       | 230                              |                                  | 230                              | 1,78                             |
| Martín Chaparro                  | Unión Cívica Radical Roja                       | 230                              |                                  | 230                              | 1,78                             |
| Teófilo S. Hernández             | Unión Cívica Radical Roja                       | 230                              |                                  | 230                              | 1,78                             |
| Indalecio Pereyra                | Unión Cívica Radical Roja                       | 229                              |                                  | 230                              | 1,78                             |
|                                  |                                                 |                                  |                                  |                                  |                                  |
| Votos positivos                  | Votos positivos                                 | Votos positivos                  | Votos positivos                  | 12.907                           |                                  |

### Cámara de Senadores
| Partido         | Partido                                         | Votos  | %     | Bancas |
| --------------- | ----------------------------------------------- | ------ | ----- | ------ |
|                 | Partido Demócrata Nacional                      | 25.835 | 65,94 | 12/18  |
|                 | Alianza Civil                                   | 9.050  | 23,10 | 6/18   |
|                 | UCR Antipersonalista - Socialista Independiente | 2.789  | 7,12  |        |
|                 | Unión Cívica Radical Tradicional                | 946    | 2,41  |        |
|                 | Unión Cívica Radical Roja                       | 554    | 1,41  |        |
|                 | Unión Cívica Radical                            | 4      | 0,01  |        |
|                 |                                                 |        |       |        |
| Votos positivos | Votos positivos                                 | 39.178 |       |        |

#### Resultados por secciones electorales
| 1ª Sección Electoral 6 Senadores | 1ª Sección Electoral 6 Senadores                | 1ª Sección Electoral 6 Senadores | 1ª Sección Electoral 6 Senadores | 1ª Sección Electoral 6 Senadores | 1ª Sección Electoral 6 Senadores |
| Partido                          | Partido                                         | Candidato                        | Votos al candidato               | Votos al partido                 | %                                |
| -------------------------------- | ----------------------------------------------- | -------------------------------- | -------------------------------- | -------------------------------- | -------------------------------- |
|                                  | Partido Demócrata Nacional                      | Carlos G. Puga                   | 9.766                            | 9.766                            | 59,85                            |
| Adalberto E. Correas             | Partido Demócrata Nacional                      | 9.749                            |                                  | 9.766                            | 59,85                            |
| Agustín de la Reta               | Partido Demócrata Nacional                      | 9.733                            |                                  | 9.766                            | 59,85                            |
| Jorge Luciano Peltier            | Partido Demócrata Nacional                      | 9.712                            |                                  | 9.766                            | 59,85                            |
|                                  | Alianza Civil                                   | Elías Villanueva                 | 4.820                            | 4.820                            | 29,54                            |
| Manuel J. Cabral                 | Alianza Civil                                   | 4.815                            |                                  | 4.820                            | 29,54                            |
| Santiago F. Castromán            | Alianza Civil                                   | 4.759                            |                                  | 4.820                            | 29,54                            |
| Ataliva de la Rosa               | Alianza Civil                                   | 4.746                            |                                  | 4.820                            | 29,54                            |
|                                  | UCR Antipersonalista - Socialista Independiente | Eduardo C. Wiederhold            | 1.075                            | 1.075                            | 6,59                             |
| Ángel G. Moreno                  | UCR Antipersonalista - Socialista Independiente | 1.027                            |                                  | 1.075                            | 6,59                             |
| Amadeo A. Raina                  | UCR Antipersonalista - Socialista Independiente | 1.010                            |                                  | 1.075                            | 6,59                             |
| León Maturana                    | UCR Antipersonalista - Socialista Independiente | 978                              |                                  | 1.075                            | 6,59                             |
|                                  | Unión Cívica Radical Tradicional                | José A. Hoffmann                 | 411                              | 411                              | 2,52                             |
| Pedro Ivanisevich                | Unión Cívica Radical Tradicional                | 394                              |                                  | 411                              | 2,52                             |
| Jesús Romeno                     | Unión Cívica Radical Tradicional                | 390                              |                                  | 411                              | 2,52                             |
| Carlos Cantú                     | Unión Cívica Radical Tradicional                | 387                              |                                  | 411                              | 2,52                             |
|                                  | Unión Cívica Radical Roja                       | Oreste Chiesa Molinari           | 245                              | 245                              | 1,50                             |
| Felipe Cuitiño                   | Unión Cívica Radical Roja                       | 238                              |                                  | 245                              | 1,50                             |
| Miguel Adaro                     | Unión Cívica Radical Roja                       | 237                              |                                  | 245                              | 1,50                             |
| Juan B. Quinrweoa                | Unión Cívica Radical Roja                       | 237                              |                                  | 245                              | 1,50                             |
|                                  | Unión Cívica Radical                            | José Federico Moreno             | 1                                | 1                                | 0,01                             |
| Virgilio Magnani                 | Unión Cívica Radical                            | 1                                |                                  | 1                                | 0,01                             |
| Manuel Recabarren                | Unión Cívica Radical                            | 1                                |                                  | 1                                | 0,01                             |
| Marcos Abelardo Gómez            | Unión Cívica Radical                            | 1                                |                                  | 1                                | 0,01                             |
|                                  |                                                 |                                  |                                  |                                  |                                  |
| Votos positivos                  | Votos positivos                                 | Votos positivos                  | Votos positivos                  | 16.318                           |                                  |
| 2ª Sección Electoral 6 Senadores |                                                 |                                  |                                  |                                  |                                  |
| Partido                          | Partido                                         | Candidato                        | Votos al candidato               | Votos al partido                 | %                                |
|                                  | Partido Demócrata Nacional                      | Julio César Raffo de la Reta     | 7.579                            | 7.579                            | 75,88                            |
| Samuel Corvalán                  | Partido Demócrata Nacional                      | 7.579                            |                                  | 7.579                            | 75,88                            |
| Angelino Arenas Raffo            | Partido Demócrata Nacional                      | 7.578                            |                                  | 7.579                            | 75,88                            |
| Alberto Guiñazú                  | Partido Demócrata Nacional                      | 7.572                            |                                  | 7.579                            | 75,88                            |
|                                  | Alianza Civil                                   | Antonio Ordóñez Riera            | 1.496                            | 1.496                            | 14,98                            |
| Elizardo Fortes                  | Alianza Civil                                   | 1.496                            |                                  | 1.496                            | 14,98                            |
| Elías Vidal Serra                | Alianza Civil                                   | 1.495                            |                                  | 1.496                            | 14,98                            |
| Francisco Cirot                  | Alianza Civil                                   | 1.495                            |                                  | 1.496                            | 14,98                            |
|                                  | UCR Antipersonalista - Socialista Independiente | Julio Delle Donne                | 667                              | 667                              | 6,68                             |
| Estanislao D. Gaviola            | UCR Antipersonalista - Socialista Independiente | 666                              |                                  | 667                              | 6,68                             |
| José Vicente Elía                | UCR Antipersonalista - Socialista Independiente | 312                              |                                  | 667                              | 6,68                             |
| Demetrio Petra                   | UCR Antipersonalista - Socialista Independiente | 311                              |                                  | 667                              | 6,68                             |
|                                  | Unión Cívica Radical Tradicional                | Gerardo Manzitti                 | 179                              | 179                              | 1,79                             |
| Ángel Vila                       | Unión Cívica Radical Tradicional                | 174                              |                                  | 179                              | 1,79                             |
| Juan R. Gutiérrez                | Unión Cívica Radical Tradicional                | 166                              |                                  | 179                              | 1,79                             |
| Antonio Lucena                   | Unión Cívica Radical Tradicional                | 158                              |                                  | 179                              | 1,79                             |
|                                  | Unión Cívica Radical Roja                       | Fernando Miranda                 | 64                               | 64                               | 0,64                             |
| Abelardo Terraza                 | Unión Cívica Radical Roja                       | 64                               |                                  | 64                               | 0,64                             |
| José S. Maulen                   | Unión Cívica Radical Roja                       | 64                               |                                  | 64                               | 0,64                             |
| Carlos Briones                   | Unión Cívica Radical Roja                       | 64                               |                                  | 64                               | 0,64                             |
|                                  | Unión Cívica Radical                            | José M. Surraco                  | 3                                | 3                                | 0,03                             |
| César A. Flores                  | Unión Cívica Radical                            | 3                                |                                  | 3                                | 0,03                             |
| Juan Leandro Barceló             | Unión Cívica Radical                            | 3                                |                                  | 3                                | 0,03                             |
| Aureliano Aranda                 | Unión Cívica Radical                            | 3                                |                                  | 3                                | 0,03                             |
|                                  |                                                 |                                  |                                  |                                  |                                  |
| Votos positivos                  | Votos positivos                                 | Votos positivos                  | Votos positivos                  | 9.988                            |                                  |
| 3ª Sección Electoral 6 Senadores |                                                 |                                  |                                  |                                  |                                  |
| Partido                          | Partido                                         | Candidato                        | Votos al candidato               | Votos al partido                 | %                                |
|                                  | Partido Demócrata Nacional                      | Guillermo Díaz                   | 8.490                            | 8.490                            | 65,96                            |
| Abel Rodríguez                   | Partido Demócrata Nacional                      | 8.476                            |                                  | 8.490                            | 65,96                            |
| Juan Ignacio García              | Partido Demócrata Nacional                      | 8.453                            |                                  | 8.490                            | 65,96                            |
| José María Alurralde             | Partido Demócrata Nacional                      | 8.425                            |                                  | 8.490                            | 65,96                            |
|                                  | Alianza Civil                                   | Pedro Perinetti                  | 2.734                            | 2.734                            | 21,24                            |
| Emilio Denicoló                  | Alianza Civil                                   | 2.733                            |                                  | 2.734                            | 21,24                            |
| Atilio S. Balmaceda              | Alianza Civil                                   | 2.722                            |                                  | 2.734                            | 21,24                            |
| Eduardo González Funes           | Alianza Civil                                   | 2.721                            |                                  | 2.734                            | 21,24                            |
|                                  | UCR Antipersonalista - Socialista Independiente | Roberto Ortega                   | 1.047                            | 1.047                            | 8,13                             |
| Francisco J. Muñiz               | UCR Antipersonalista - Socialista Independiente | 716                              |                                  | 1.047                            | 8,13                             |
| Manuel Traferi                   | UCR Antipersonalista - Socialista Independiente | 716                              |                                  | 1.047                            | 8,13                             |
| Manuel Crisin Aranda             | UCR Antipersonalista - Socialista Independiente | 716                              |                                  | 1.047                            | 8,13                             |
|                                  | Unión Cívica Radical Tradicional                | Pascual Lencinas Rodríguez       | 356                              | 356                              | 2,77                             |
| Rubén Lemos                      | Unión Cívica Radical Tradicional                | 350                              |                                  | 356                              | 2,77                             |
| Lidoro Calderón                  | Unión Cívica Radical Tradicional                | 349                              |                                  | 356                              | 2,77                             |
| Francisco Salonia                | Unión Cívica Radical Tradicional                | 349                              |                                  | 356                              | 2,77                             |
|                                  | Unión Cívica Radical Roja                       | Nemesio R. Cuello                | 245                              | 245                              | 1,90                             |
| Domingo Cuarterola               | Unión Cívica Radical Roja                       | 245                              |                                  | 245                              | 1,90                             |
| Juan J. Riveros                  | Unión Cívica Radical Roja                       | 244                              |                                  | 245                              | 1,90                             |
| Santiago Álvarez                 | Unión Cívica Radical Roja                       | 244                              |                                  | 245                              | 1,90                             |
|                                  |                                                 |                                  |                                  |                                  |                                  |
| Votos positivos                  | Votos positivos                                 | Votos positivos                  | Votos positivos                  | 12.872                           |                                  |